# 葉長春
葉長春（？—？），漢軍鑲紅旗人，清朝武官官員。

## 生平
1845年（道光25年）他以台灣北路協副將身分奉旨接任武攀鳳擔任台灣鎮總兵。是台灣清治時期此期間，受台灣道制約的台灣地區最高軍事首長。他從1828年即駐於台灣，為少見於台灣經營甚久的清朝官員。